# František Hossa
František Hossa (* 13. září 1954, Smižany, Československo) je někdejší hokejový obránce a bývalý hlavní trenér slovenské národní reprezentace v ledním hokeji. Vedl slovenské mužstvo na MS 2003 (bronz), 2004 (4. místo), 2005 (5. místo), 2006 (8. místo) a na Olympijských hrách v Turíně (5. místo).
Po olympiádě Františkovi Hossovi skončila smlouva. Slovenský svaz ledního hokeje ji prodloužil ještě do Mistrovství světa 2006 v Lotyšsku. Krátce po šampionátu potvrdil svůj odchod a o několik dní později byl jmenován generálním manažerem Dukly Trenčín. Dne 19. listopadu 2006 se stal hlavním trenérem klubu slovenské hokejové extraligy HK Aquacity ŠKP Poprad.
Zúčastnil sa i světového šampionátu 2007 – zde působil ve funkci generální manažera.
Zároveň s tím byl členem výkonného výboru a předsedou trenérsko-metodické komise Slovenského svazu ledního hokeje. V červnu 2007 se svého svazového působení vzdal, jako důvod uvedl své klubové vytížení.
Je otcem bývalých ledních hokejistů Mariána Hossy, který naposledy hrál v klubu Chicaga Blackhawks, a Marcela Hossy, který ukončil kariéru v Dukle Trenčín.